# Beate Klarsfeld
Pour les articles homonymes, voir Klarsfeld.
Beate Klarsfeld, née Beate Auguste Künzel, le 13 février 1939 à Berlin, est une militante antinazie née allemande ayant obtenu la nationalité française par mariage puis la nationalité israélienne à titre honorifique en février 2016, et travaillant pour la mémoire de la Shoah. Elle est mariée à Serge Klarsfeld, avec lequel elle a deux enfants : Arno (1965) et Lida (1973).
Elle se distingue par son engagement contre les anciens nazis qui veulent rester au pouvoir en Allemagne. En particulier, au cours d'une réunion du CDU (le parti conservateur et libéral allemand), le 7 novembre 1968, elle gifle le chancelier d'Allemagne fédérale, Kurt Georg Kiesinger, en le traitant de nazi. Ensuite, elle attaque Ernst Achenbach (ancien adjoint d’Otto Abetz), qui avait transmis les ordres de Hitler directement au maréchal Pétain, et qui pose en 1970 sa candidature pour devenir commissaire européen : le gouvernement allemand renonce alors à cette nomination. Ces actions sont surtout dues à son initiative personnelle, et ont une incidence très forte sur la vie politique allemande au tournant des années 1960 et 1970.
Elle poursuit son action, avec l'aide de Serge Klarsfeld, en attaquant dans les médias et par des manifestations, des criminels nazis qui ont été condamnés par contumace en France, notamment :
- Kurt Lischka, officier supérieur SS qui dirigea la grande rafle des Juifs à Paris en juillet 1942 (connue sous le nom de rafle du Vel' d'Hiv) ;
- Herbert Hagen, également officier supérieur SS et théoricien de l'antisémitisme, qui avait eu sous ses ordres Adolf Eichmann avant la guerre dans un service de propagande antisémite au sein de la SS, et qui organisa les déportations des Juifs de Bordeaux dès janvier 1942. Ensuite, chef de l'état-major du général SS Oberg, il fut chargé de la politique d'exécution d'otages ;
- Klaus Barbie, capitaine SS et chef de la Gestapo à Lyon, connu pour avoir fait périr Jean Moulin sous la torture et pour avoir ordonné la déportation des enfants de la colonie d'Izieu.

Avec le soutien du Congrès juif mondial, elle crée la Beate Klarsfeld Foundation dont le siège est à New York et participe à de nombreuses actions, soutenues financièrement par les associations juives américaines, visant à entretenir la mémoire de la Shoah.
Par la suite, son action devient liée, voire inséparable, de celle de Serge Klarsfeld.
Faite chevalier de la Légion d'honneur en octobre 1984, elle est promue officier de la Légion d'honneur en avril 2007 par Jacques Chirac, sur proposition de son Premier ministre Dominique de Villepin, et reçoit ensuite cette décoration des mains du président de la République française, Nicolas Sarkozy.
Elle est nommée Commandeur dans l'Ordre National du Mérite, en mai 2011. En février 2012, le parti de gauche Die Linke soutient sa candidature à l'élection présidentielle allemande de 2012, qu'elle perd cependant face à l'ancien pasteur et militant des droits civiques, Joachim Gauck.
Le 1er janvier 2014, les époux Klarsfeld sont promus dans la Légion d'honneur : Beate devient Commandeur de la Légion d'honneur et Serge devient Grand-officier de la Légion d'honneur.
Le 15 février 2016, elle obtient la nationalité israélienne et son certificat de citoyenneté israélienne lui est remis à Jérusalem, en mains propres par Aryé Dery, à cette époque ministre de l'Intérieur de l’État d'Israël.

## Biographie

### De la révolte à l'engagement

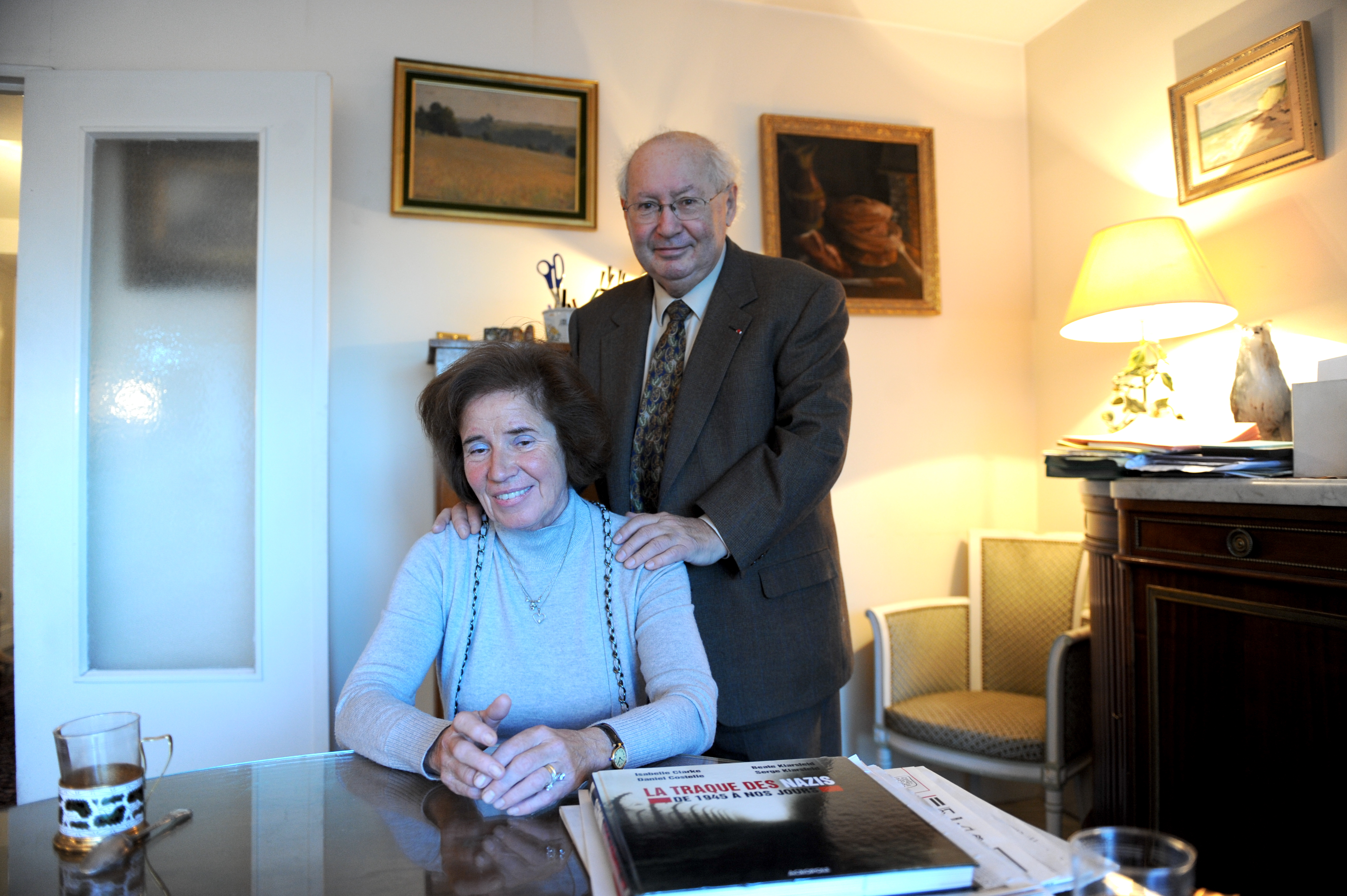
Serge et Beate Klarsfeld en 2010 à leur domicile parisien.

Fille de Kurt et Hélène Künzel, Beate-Auguste Künzel est née en 1939 à Berlin au sein d'une famille de confession évangélique luthérienne. Trois semaines après sa naissance, son père qui travaillait dans les assurances rejoint son unité de la Wehrmacht en Belgique, puis il est envoyé sur le front russe, mais sera rapatrié après avoir attrapé une double pneumonie. Après la guerre, les conditions de vie dans l'Allemagne ruinée sont difficiles, mais son père a survécu et il n'est ni blessé ni prisonnier ; il trouve un emploi au greffe de Spandau. Il meurt d'un cancer à 58 ans. Après le lycée, Beate intègre une École supérieure de commerce.
Elle décide de venir en France à l'âge de 21 ans pour échapper à ce qui lui paraît être son destin KKK (l'allitération allemande Kinder, Küche, Kirche, aussi appelée « les trois K », que l'on traduit en français par « enfants, cuisine et église »). À Paris, elle connaît d'abord la vie de jeune fille au pair, elle étudie le français à l'Alliance française et lit pour se cultiver. En 1960, sur le quai du métro Porte-de-Saint-Cloud, elle fait la connaissance de Serge Klarsfeld, qu'elle épouse en novembre 1963. Elle entre alors dans un milieu cultivé et y prend conscience de l'histoire récente de l'Allemagne et du sort des Juifs pendant la dernière guerre mondiale.
Devenue secrétaire bilingue dans l'Office franco-allemand pour la jeunesse, elle publie un petit guide pour les jeunes filles allemandes au pair à Paris, ce qui lui vaut une notoriété et la vindicte de certains cadres de l'Office. Elle est tentée par le journalisme et précise sa position politique : elle s'inscrit au parti SPD, car elle se sent plus proche de Willy Brandt, qui a combattu le nazisme dès les années 1930, que des personnalités politiques du parti CDU.

### Épisode de la gifle à Kiesinger
À la suite de la démission du chancelier Ludwig Erhard fin 1966, Kurt Georg Kiesinger, le ministre-président du Bade-Wurtemberg, annonce sa candidature à la Chancellerie. Beate Klarsfeld apprend alors le passé nazi du candidat en lisant les journaux français qui s'émeuvent de cette candidature. Une fois Kurt Kiesinger promu chef d'une coalition avec Willy Brandt (SPD), ministre des affaires Étrangères, les journaux se taisent, mais Beate Klarsfeld reprend le flambeau de la protestation dans un article qui paraît le 14 janvier 1967 dans Combat: « Les deux visages de l'Allemagne ». Elle récidive en mars suivant et est licenciée de l'Office franco-allemand fin août. La justice française refuse de statuer sur ce licenciement car l'Office est une structure de droit international et Beate Klarsfeld, sur des conseils d'hommes politiques allemands, décide de porter l'affaire sur le plan politique.
Beate Klarsfeld sollicite l'aide de personnalités politiques françaises et celle du milieu juif engagé dans les poursuites contre les criminels nazis. En particulier, elle rencontre Simon Wiesenthal. Elle retrouve tous les documents qui prouvent l'implication au très haut niveau de Kurt Kiesinger dans la propagande radiophonique nazie. Son enquête lui permet de mettre en évidence l'existence d'une nébuleuse de réseaux d'entraide d'anciens nazis et même d'anciens SS. Elle découvre ainsi que l'Office franco-allemand pour la jeunesse en a abrité et que le chef de la commission de l'Office qui doit statuer sur son licenciement, Walter Hailer, est un ancien nazi. Elle publie fin 1967 le résultat de ses recherches dans une brochure intitulée La vérité sur Kurt Georg Kiesinger. Pour augmenter la pression sur le gouvernement Kiesinger, elle cherche des alliés et prend contact avec le leader étudiant de gauche Rudi Dutschke.

Elle organise des réunions politiques soutenues par des intellectuels allemands, où elle distribue sa brochure. C'est le 9 mai 1968, au cours de l'une de ces réunions où Günter Grass attaque Kurt Kiesinger, qu'elle promet, prise par l'excitation générale, de gifler en public le chancelier Kiesinger. Elle consacre l'été 1968 à une campagne médiatique contre Kiesinger. Le 2 avril 1968, jouant la journaliste, elle avait apostrophé Kurt Kiesinger au Bundestag aux cris de « Kiesinger, nazi, démissionne! » ; elle réussit à le gifler le 7 novembre 1968 à Berlin alors qu'il y préside le Congrès du parti CDU,. Elle est aussitôt arrêtée et condamnée à un an de prison ferme. Mais, comme elle le raconte à Karine Grunebaum pour le magazine Paris-Match: 
« Je rappelle au juge ma double nationalité et je lui conseille de ne pas me jeter en prison. Une heure plus tard, je suis libre… Une semaine après, je me rends à Bruxelles pour faire campagne contre Kiesinger qui doit parler devant les dirigeants de l’Otan. Quand il prend la parole, les insultes pleuvent, l’obligeant à se taire. Sa carrière politique est ébranlée. En 1969, c’est Willy Brandt, un ancien résistant, qui devient chancelier. Il m’amnistie aussitôt. Aujourd’hui, la photo de la gifle se trouve au musée de l’Histoire allemande. »
« Beate la gifleuse » devient une personnalité sulfureuse sur l'échiquier politique allemand. Elle décide de se présenter aux élections de septembre 1969 contre Kurt Kiesinger, mais le SPD lui refuse l'investiture et elle s'inscrit au nom d'un parti d'extrême gauche sans grande audience, l'ADF. Elle mène une campagne très active et violente contre Kiesinger, avec l'aide de partisans de l'extrême gauche et, si elle est largement battue, Kiesinger, qui était donné gagnant dans cette circonscription acquise au CDU, est également battu. Sur le plan national, le parti néo-nazi NPD n'obtient pas de siège au Bundestag. Une coalition SPD-FDP nomme Willy Brandt chancelier.
In fine, elle obtient de Willy Brandt la signature d'une nouvelle convention franco-allemande, le 2 février 1971, qui permet à la justice allemande de juger les anciens nazis qui ont été condamnés par contumace en France après la guerre. Cette convention en remplace une autre du 29 octobre 1954 par laquelle la France se réservait le droit exclusif de les juger, alors que la France avait contresigné, en tant que nation occupante, la nouvelle constitution de la République fédérale qui interdisait à l'Allemagne d'extrader des criminels pour qu'ils soient jugés à l'étranger. Cette convention de 1954, en liaison avec la Constitution de la République fédérale allemande de 1949, garantissait l'impunité des criminels nazis en Allemagne.

### Affaire Achenbach

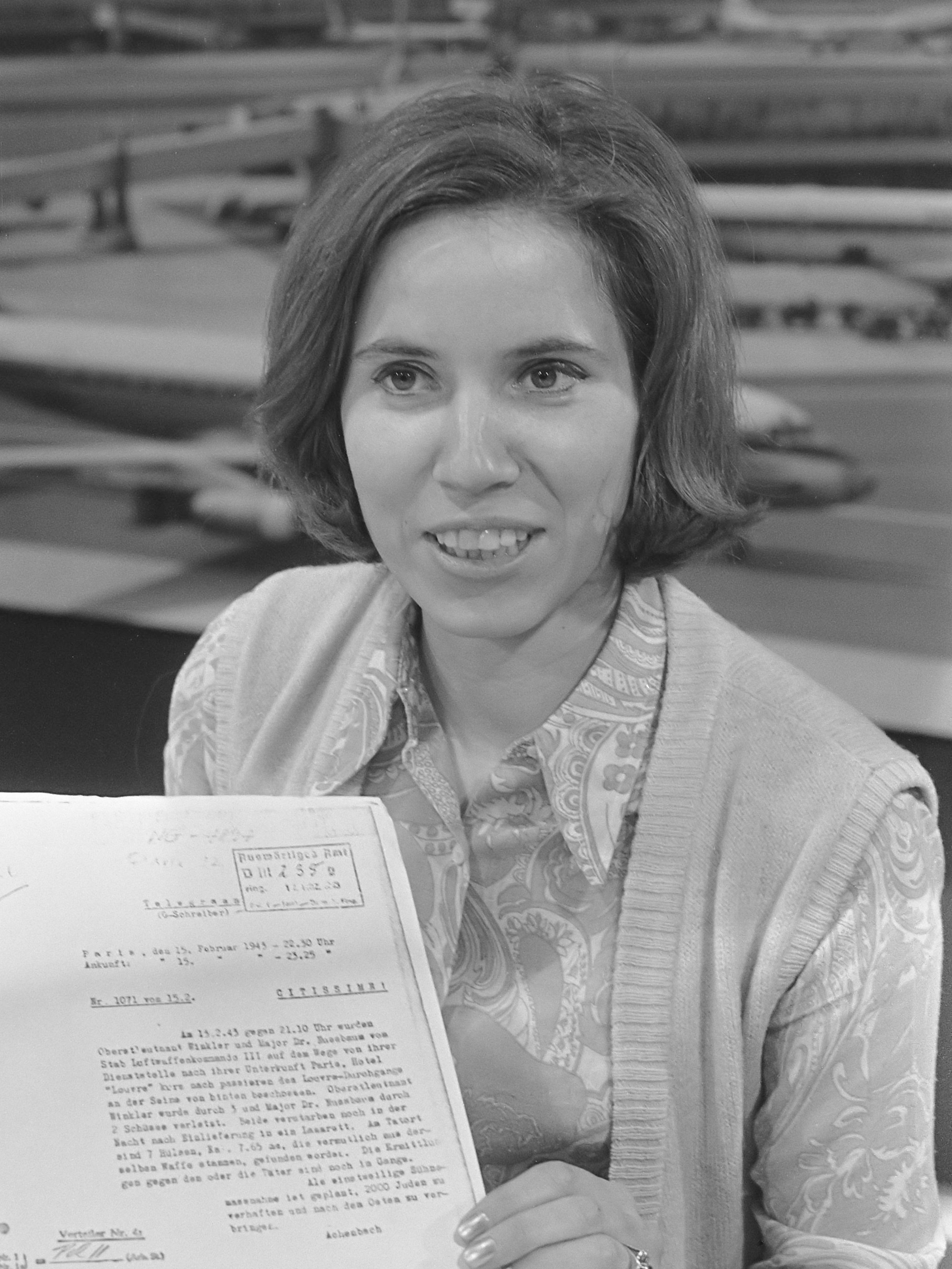
Beate Klarsfeld en 1970.

Le 30 mars 1970, on apprend que Ernst Achenbach, du parti FDP, sera proposé, conformément aux accords SPD-FDP, comme délégué allemand à la Commission de la Communauté économique européenne. Or, nazi depuis 1933, il est premier délégué d'Otto Abetz en 1940, et, après l'entrevue de Pierre Laval et Adolf Hitler, il accompagne Pierre Laval à Vichy pour convaincre le maréchal Pétain d'accepter une entrevue avec Hitler. Il a fait partie de l'escorte dans le long voyage de Vichy à Montoire où eut lieu cette entrevue le 24 octobre 1940. Ernst Achenbach est également chargé de la propagande radio des nazis en France. À ce titre, il a des contacts avec Kurt Kiesinger. Mais l'accusation la plus grave porte sur la conduite des opérations de représailles à la suite des attentats contre des officiers allemands à Paris. Beate Klarsfeld démontre que, dans le but de préserver l'esprit de la collaboration d'État, Otto Abetz et son adjoint Ernst Achenbach ont fait porter sur les Juifs la responsabilité des attentats et ont ainsi justifié les opérations de déportation vers Auschwitz, en particulier la déportation de 2 000 Juifs, du 26 février au 3 mars 1943. Il est ensuite muté à Berlin où il travaille près de Kurt Kiesinger, avec qui il conservera toujours des contacts après la guerre.
Beate Klarsfeld fait publier dans la presse française et la presse allemande un dossier qui présente la carrière nazie d'Ernst Achenbach, et elle intervient auprès des hautes instances politiques françaises, allemandes et communautaires. Fin mai, le gouvernement allemand renonce à cette nomination.

### Criminels nazis en France
Ses recherches au Centre de documentation juive contemporaine (CDJC) lui permettent d'étudier les documents concernant deux officiers supérieurs de la SS qui sont des plus impliqués dans l'extermination des Juifs vivant en France : Kurt Lischka et Herbert Hagen.
Ces derniers ont bénéficié, après la guerre, de l'indulgence de la IVe République à cause des changements incessants de gouvernements et de la convention franco-allemande de 1954.
Avec l'appui de Serge Klarsfeld et de militants de la Ligue internationale contre le racisme et l'antisémitisme, elle entreprend des actions de harcèlement, dont des tentatives rocambolesques d'enlèvement, qui ont pour objectif d'attirer l'attention des médias sur le sujet de l'impunité des criminels SS.
In fine, trois des officiers SS visés sont jugés et condamnés à Cologne en 1980.

### Klaus Barbie
Klaus Barbie a été condamné en France par contumace le 16 mai 1947. Beate et Serge Klarsfeld connaissent bien son passé par l'étude des dossiers présents au Centre de documentation juive contemporaine, et ils savent pertinemment que Klaus Altmann, qui vit en Bolivie, n'est autre que Klaus Barbie. Les dates de naissance des enfants Altmann sont celles des enfants Barbie. Elle apprend au centre en juillet 1971 que le procureur de Munich a classé sans suite une instruction ouverte contre Klaus Barbie, au vu de la demande d'une association allemande de victimes du nazisme, alors que la justice allemande sait qui est Klaus Altmann. Beate et Serge Klarsfeld entreprennent une série d'actions auprès des autorités françaises, allemandes et européennes, actions soutenues par le milieu juif, pour obtenir l'extradition en France de Klaus Barbie. Mais cela sera un long et très dur combat.
Ils finissent par obtenir satisfaction, et Klaus Barbie est finalement jugé à Lyon en 1987. Mais tous ces combats contre les anciens SS attirent des haines, et la famille Klarsfeld doit subir de nombreuses menaces et échappe de peu à des attentats, par un colis piégé en mai 1972 et une bombe à retardement en juillet 1979.

### Beate Klarsfeld Foundation
L'action de Beate Klarsfeld est très suivie dans les milieux juifs américains, et elle y acquiert la réputation de chasseur de nazis. Ces milieux lui proposent de faire des conférences sur la chasse aux nazis et sur le génocide. Elle crée en 1979 une fondation qui porte son nom, qui, à ses débuts, est domiciliée 315 Madison Avenue - Room 3303 à New York. Cela lui permet de récolter des fonds aux États-Unis, en particulier de l'Anti-Defamation League (A.D.L.) et du B'nai B'rith de New York.

### Partage des tâches entre Beate et Serge Klarsfeld

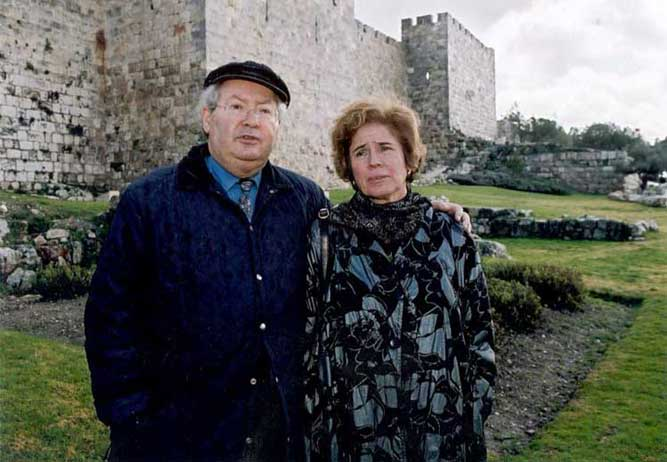
Beate Klarsfeld et son époux Serge à Jérusalem, en 2007.

Il est certain qu'au début de leur combat contre les anciens nazis, c'est Beate qui a le premier rôle, du simple fait que Serge ne parle pas l'allemand et ne peut pas faire certaines recherches. C'est Beate Klarsfeld qui, au début des années 1970, entreprend aussi des actions dans les pays de l'Est où l'antisémitisme reprend ; c'est elle qui connaît aussi des arrivées en pays inhospitaliers, ainsi que les prisons est-allemandes, polonaises et tchèques.
Par la suite, quand leur action se porte sur la France, c'est Serge Klarsfeld qui occupe le devant de la scène. Ainsi, pendant les procès de Paul Touvier et Maurice Papon, Beate se tient en retrait. La ligne de partage est celle de la nationalité : c'est Beate qui a les contacts en Allemagne, en particulier avec Willy Brandt, et Serge qui a les contacts avec les ministres de la Justice français et les présidents François Mitterrand et Jacques Chirac.
Passé le tournant du siècle, ils présentent leurs actions sur le site de la Beate Klarsfeld Foundation comme étant totalement communes.
Depuis 2008, Beate Klarsfeld et l’universitaire Michel Cullin représentent la France au Conseil international du Service autrichien à l’étranger. Elle soutient notamment le « Service de la Mémoire », effectué par des jeunes Autrichiens auprès des mémoriaux, des musées juifs et des institutions contribuant ainsi au travail de mémoire dans le monde entier.

### Candidature à la présidence fédérale

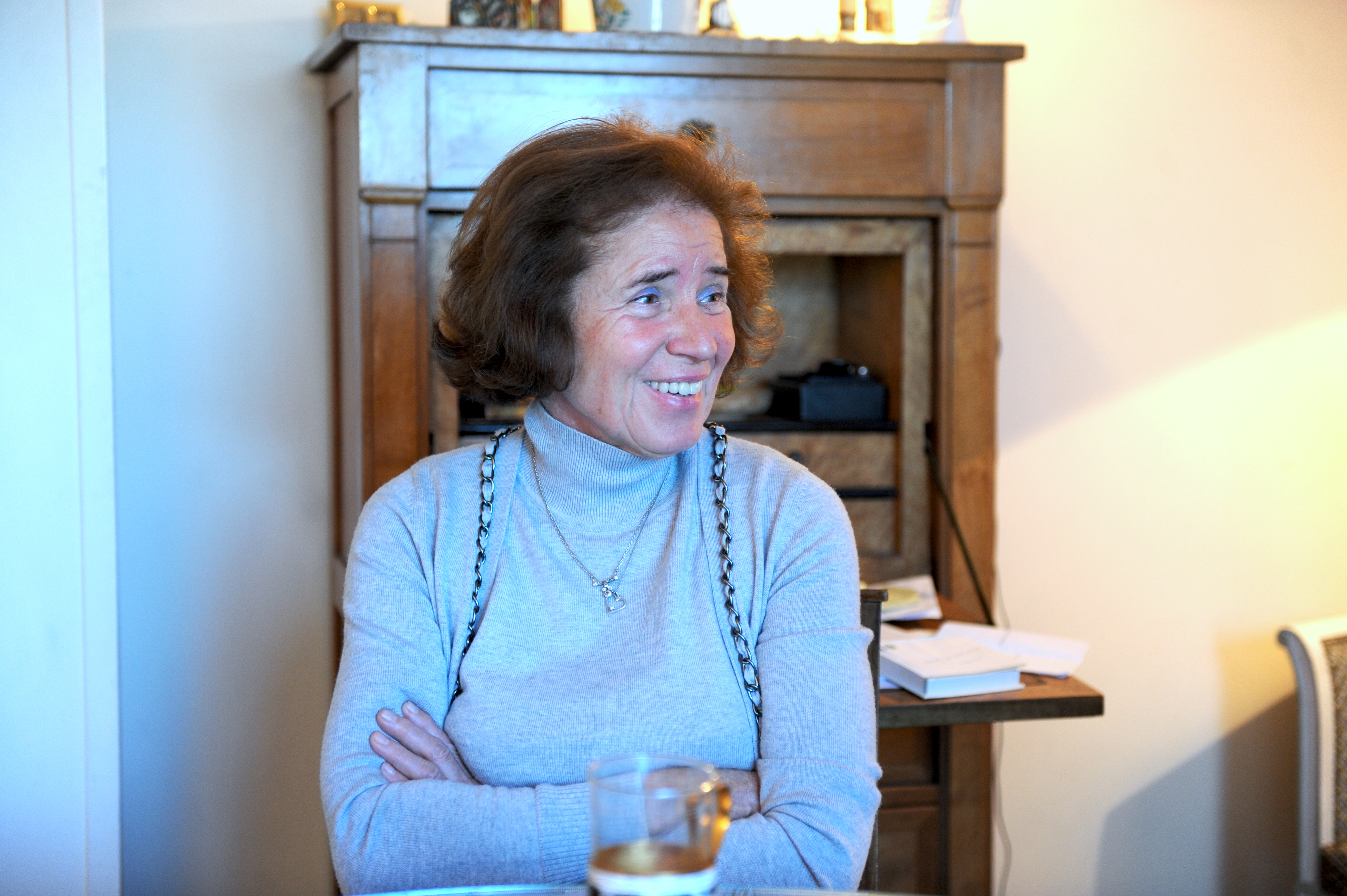
Beate Klarsfeld, le 20 octobre 2010 à son domicile parisien.

Le 27 février 2012, le parti Die Linke annonce soutenir la candidature, à la présidence de la République fédérale, de Beate Klarsfeld, dans le cadre de l'élection présidentielle anticipée du 18 mars, convoquée à la suite de la démission du président Christian Wulff, soupçonné d'avoir failli à ses fonctions. Celle-ci est confirmée par l'intéressée qui qualifie la proposition du parti d'« honneur », ajoutant qu'il s'agit par ailleurs d'un « couronnement du travail » qu'elle conduit « depuis des années ». Son principal adversaire est le militant des droits de l'homme, Joachim Gauck, soutenu par le reste des partis représentés au parlement fédéral. Elle annonce dans la foulée le 29 février son soutien à Nicolas Sarkozy pour l'élection présidentielle française de 2012.
Beate Klarsfeld obtient 126 votes alors que Joachim Gauck reçoit 991 votes sur les 1 228 votants.

### Autres
Pour le second tour de l'élection présidentielle de 2017 entre Marine Le Pen et Emmanuel Macron, Serge Klarsfeld publie avec sa femme Beate et son fils Arno une photo évoquant les camps de concentration nazis pour appeler à voter contre la candidate du Front national et pour le candidat d'En marche !.
En 2022, elle accepte, avec son époux, la médaille d'honneur de la ville de Perpignan, reçue des mains de son maire Louis Aliot, RN. Cette remise provoque de vives critiques : de Denis Peschanski et Renée Poznanski, historiennes, de la LICRA, SOS Racisme et l'Union juive française pour la paix (UJFP), entre autres. Les réactions expriment étonnement, incompréhension (Dominique Sopo évoque même « le grand âge » pour expliquer ce geste, à près de 90 ans), ou encore le soutien du RN à Israël ; tous considèrent ce geste comme allant dans le sens de la normalisation du parti d'extrême-droite.

## Ouvrage
- Beate et Serge Klarsfeld, un combat contre l’oubli, La boîte à Bulles, 2020. B.D de Pascal Bresson et Sylvain Dorange.
- Mémoires, avec Serge Klarsfeld, Fayard Flammarion, 2015 (prix Pétrarque).
- Partout où ils seront, Édition Spéciale, 1972

## Distinctions

### Décorations
- Grand officier de la Légion d'honneur le 27 mai 2024[23] (décret du 13 juillet 2022[24])
  - Commandeur le 20 juillet 2014[24] (décret du 31 décembre 2013[25])
  - Officier le 23 novembre 2007[25] (décret du 6 avril 2007[26])
  - Chevalier le 2 octobre 1984[26] (décret du 13 juillet 1984[27])
- Grand officier de l'ordre national du Mérite le 8 octobre 2018[28] (décret du 19 mai 2018[29])
  - Commandeur le 9 novembre 2011[30] (décret du 13 mai 2011[31])
- Officier de l'ordre du Mérite de la République fédérale d'Allemagne (le 20 juillet 2015 à l'hôtel de Beauharnais[32])
- Médaille de la ville de Perpignan, remise le 22 octobre 2022 par le maire Louis Aliot (RN)[33]

### Autres distinctions
- En 2009, elle est lauréate de l'Initiative Georg-Elser à Munich, prix nommé en l'honneur de l'homme ayant attenté à la vie d'Adolf Hitler en 1939[34],[35].
- En octobre 2015, Beate et Serge Klarsfeld sont nommés ambassadeurs honoraires et envoyés spéciaux de l’Unesco pour l’enseignement de l’histoire de l’Holocauste et la prévention de génocide.
- Le 15 février 2016, Beate Klarsfeld reçoit la nationalité israélienne à titre honorifique pour « sa contribution au peuple juif »[36].

## Exposition
- Décembre 2017 à septembre 2018- Beate et Serge Klarsfeld, les combats de la mémoire (1968-1978) au mémorial de la Shoah à Paris[37]

## Sources
Les renseignements portés par cet article proviennent principalement du livre de Beate Klarsfeld, Partout où ils seront, édition spéciale 1973 (première édition 1972).
- (en) Chronologie sur le site de la Fondation Klarsfeld
- Famille Klarsfeld, le père, Le Monde du 9 novembre 2001, Marion Van Renterghem

### Filmographie
- Beate Klarsfeld (Nazi Hunter: The Beate Klarsfeld Story) (en), téléfilm américain de Frédéric Hunter et Michael Lindsay-Hogg 1986
- L'Histoire des Klarsfeld, film d'Elisabeth Citroën, ADAV, Compagnie des Phares et Balises, Paris, 2003, 52 min (VHS)
- Beate et Serge Klarsfeld : le combat d’une vie, Réalisation : Frank Gutermuth, Wolfgang Schoen, SWR/ARTE, 52 min, Allemagne/France, 2016
- Les chasseurs de ténèbres, France Télévisions 2018, 13 h 15 le dimanche, 45 min, diffusé le 11 février 2018[38]

### Musique
- Le 16 mars 2016, la chanteuse française Jacqueline Taïeb publie la chanson "Beate" en hommage à son combat militant (Beate Beate, par Jacqueline Taieb).